# Gunung Pulosari
Gunung Pulosari är ett berg i Indonesien.   Det ligger i provinsen Banten, i den västra delen av landet, 100 km väster om huvudstaden Jakarta. Toppen på Gunung Pulosari är 1 348 meter över havet, eller 888 meter över den omgivande terrängen. Bredden vid basen är 5,9 km.